# Gennemsnit
Gennemsnittet eller aritmetisk gennemsnit (også kaldet middeltallet eller middelværdien) er summen af værdierne i et datasæt divideret med antallet af værdier. Matematisk formuleres gennemsnittet således:
{\displaystyle {A}={\bar {x}}={1 \over n}\cdot \sum _{i=1}^{n}x_{i}={\frac {x_{1}+x_{2}+\dots +x_{n}}{n}}}
Eksempeltvist er gennemsnittet af datasættet {1,2,2,2,3,5,6,7,8} lig 36/9 = 4 (summen af værdierne er 36 og der er 9 værdier).

## Andre gennemsnit
Der findes endvidere geometrisk gennemsnit, kvadratisk gennemsnit og harmonisk gennemsnit. Det geometiske gennemsnit regnes som den n'te rod af produktet af værdierne (hvor n angiver antallet af værdier). Her kræves det dog at x-værdierne er :

{\displaystyle {G}={\bigg (}\prod _{i=1}^{n}x_{i}{\bigg )}^{1/n}={\sqrt[{n}]{x_{1}\cdot x_{2}\dotsb x_{n}}}}

Det kvadratiske gennemsnit er kvadratroden af gennemsnittet af værdierne løftet op i anden potens. Dermed trækker negative værdier ikke det kvadratiske gennemsnittet ned. Yderligere vægtes store værdier mere end små. Det regnes således:

{\displaystyle {Q}={\sqrt {{\frac {1}{n}}\sum _{i=1}^{n}x_{i}^{2}}}={\sqrt {\frac {x_{1}^{2}+x_{2}^{2}+\cdots +x_{n}^{2}}{n}}}}

Det harmoniske gennemsnit regnes således:
{\displaystyle {H}={\frac {n}{\sum _{i=1}^{n}{\frac {1}{x_{i}}}}}={\frac {n}{{\frac {1}{x_{1}}}+{\frac {1}{x_{2}}}+\cdots +{\frac {1}{x_{n}}}}}}

For positive x-værdier gælder der: {\displaystyle {H}\leq {G}\leq {A}\leq {Q}}. Disse fire gennemsnit er specialtilfælde af potensgennemsnit.